# 2003 UX291
2003 UX291, também escrito como 2003 UX291, é um objeto transnetuniano que está localizado no Cinturão de Kuiper, uma região do Sistema Solar. Este corpo celeste é classificado como um cubewano. Ele possui uma magnitude absoluta de 7,0 e tem um diâmetro estimado com 175 km.

## Descoberta
2003 UX291 foi descoberto no dia 23 de outubro de 2003 pelo astrônomo Marc W. Buie.

## Órbita
A órbita de 2003 UX291 tem uma excentricidade de 0,000 e possui um semieixo maior de 46,500 UA. O seu periélio leva o mesmo a uma distância de 46,500 UA em relação ao Sol e seu afélio a 46,500 UA.